# Ctenodontina nairae
Ctenodontina nairae is een vliegensoort uit de familie van de roofvliegen (Asilidae). De wetenschappelijke naam van de soort is voor het eerst geldig gepubliceerd in 2012 door Vieira.